# Карбони, Франко
Фра́нко Эсекиэ́ль Карбо́ни (исп. Franco Ezequiel Carboni; род. 4 апреля 2003, Буэнос-Айрес) — аргентинский футболист, защитник клуба «Интернационале», выступающий на правах аренды за клуб «Венеция».

## Клубная карьера
Карбони — воспитанник клуба «Ланус». В начале 2020 года Франко подписал контракт с миланским «Интером». Летом 2022 года Карбони на правах аренды перешёл в «Кальяри». 5 августа в поединке Кубка Италии против «Перуджи» Карбони дебютировал за основной состав. 21 августа в матче против «Читтаделлы» он дебютировал в итальянской Серии B. В начале 2023 года Карбони на правах аренды перешёл в «Монцу». 18 февраля в матче против «Милана» он дебютировал в итальянской Серии A. 